# Jagdstaffel 1
Jagdstaffel Nr. 1 – Königlich Preußische Jagdstaffel Nr. 1 – Jasta 1 – jednostka Luftstreitkräfte z okresu I wojny światowej.

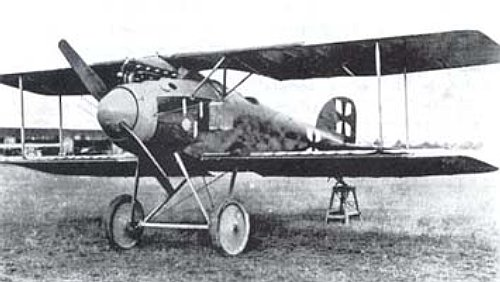
Samolot Albatros D.II

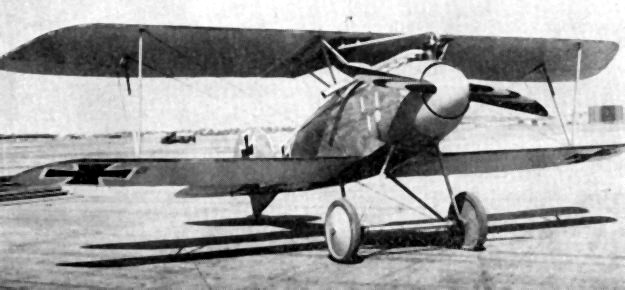
Samolot Albatros D.III

## Informacje ogólne
Jednostka została utworzona w sierpniu 1916 roku, jako pierwsza z 12 eskadra w pierwszym etapie reorganizacji lotnictwa niemieckiego. Organizację eskadry, która powstała na bazie KEK Nord z dodatkowym personelem z Armee Flug Park 1 oraz z Feldflieger Abteilung z obszaru działania I Armii, powierzono kapitanowi Martinowi Zanderowi.
W początkowej fazie działalności eskadra operowała na froncie zachodnim na samolotach Albatros D.II. Pierwszym lotniskiem polowym eskadry było lotnisko w okolicach miejscowości Bertincourt, obecnie na terytorium Francji. Później w eskadrze używano nowszych samolotów myśliwskich Albatros D.III, Fokker D.I oraz Halberstadt D.II.
We wrześniu 1917 roku Jasta 1 została przeniesiona na front włoski na lotnisko koło Veldes, obecnie Bled w Słowenii. Na froncie włoskim przebywała do 13 marca 1918 roku, ostatnim jej miejscem stacjonowania było lotnisko w pobliżu San Fior.
Jasta 1 w całym okresie wojny odniosła 138 zwycięstw. W okresie od 1916 do listopada 1918 roku jej straty wynosiły 12 zabitych w walce, 1 zabitego w wypadku, 4 rannych i 1 w niewoli.
Łącznie w jednostce służyło przeszło ponad 20 asów myśliwskich m.in.:
Hans von Keudell (11), Hans Kummetz (7), Raven von Barnekow (6), Paul Bona (6), Georg Staudacher (6), Kurt Wintgens (6), Gustav Borm (5), Wilhelm Cymera (5), Herbert Schröder (5), Hans von Freden (4), Gustav Leffers (4), Hans Bethge (3), Martin Zander (3), Kurt-Bertram von Döring (3), Erich Hahn (1), Walter Höhndorf (1), Karl Jentsch (1), Franz Ray (1), Leopold Reimann (1), Heinrich Lorenz.

## Dowódcy Eskadry
| Stopień   | Nazwisko                | Okres                   |
| --------- | ----------------------- | ----------------------- |
| Kapitan   | Martin Zander           | 22.08.1916 – 10.11.1916 |
| Porucznik | Erich Hahn              | 10.11.1916 – 18.11.1916 |
| Porucznik | Hans Kummetz            | 18.11.1916 – 12.08.1917 |
|           | Otto Deindl             | 13.09.1917 – 19.11.1917 |
| Porucznik | Hans Kummetz            | 20.11.1917 – 11.01.1918 |
|           | Armbrecht               | 12.01.1918 – 19.01.1918 |
|           | Walter Korte            | 20.01.1918 – 07.03.1918 |
|           | Armbrecht               | 08.03.1918 – 23.08.1918 |
| Porucznik | Bruno von Voigt         | 26.08.1918 – 03.09.1918 |
| Rotmistrz | Kurt-Bertram von Döring | 03.09.1918 – 11.11.1918 |